# (1265) Schweikarda
(1265) Schweikarda – planetoida z pasa głównego asteroid okrążająca Słońce w ciągu 5 lat i 96 dni w średniej odległości 3,02 au. Została odkryta 18 października 1911 roku w Landessternwarte Heidelberg-Königstuhl w Heidelbergu przez Franza Kaisera. Nazwa planetoidy pochodzi od nazwiska panieńskiego (Schweikard) matki odkrywcy. Przed nadaniem nazwy planetoida nosiła oznaczenie tymczasowe (1265) 1911 MV.